# Евангелическая церковь Дрефенакка
Евангелическая церковь Дрефенакка (нем. Evangelische Kirche Drevenack) — историческая протестантская церковь в поселении Дрефенакк (община Хюнксе, Северный Рейн-Вестфалия, Германия. Как памятник архитектуры находится под охраной закона.

## История и архитектура
Церковь является старейшим сооружением поселения Дрефенакка. Первоначально посвящённая Святому Себастьяну, впервые упоминается как приходская часовня в 1308 году Она была реформирована примерно в 1560 году.
Современная двухнефная кирпичная церковь была построена в XV веке. В западной и южной стенах сохранились части зальной церкви середины XII века, сложенные из грауваккового бутового камня. К этому же периоду относится и выступающая вперед трёхэтажная западная башня-колокольня. Башня не имеет никакой особой конструкции, за исключением двух соединенных звуковых отверстий. Крутая сланцевая пирамида была возведена в 1706 году. Западный портал был установлен в 1850 году. Ризница с южной стороны была построена в 1950 году, и в то же время готический оконный узор был заменён чугунным.

## Оборудование
- Крестильная купель 1717 года из баумбергского силикатного кирпича, чаша которой украшена гирляндами и головками ангелов.
- Деревянная кафедра 1674 года[1]
- Корпус органа был построен в XVIII веке, электро-механическое устройство датируются 1977 годом.
- В зале башни (притвор) установлены два мемориальных камня XII века[1].

## Галерея

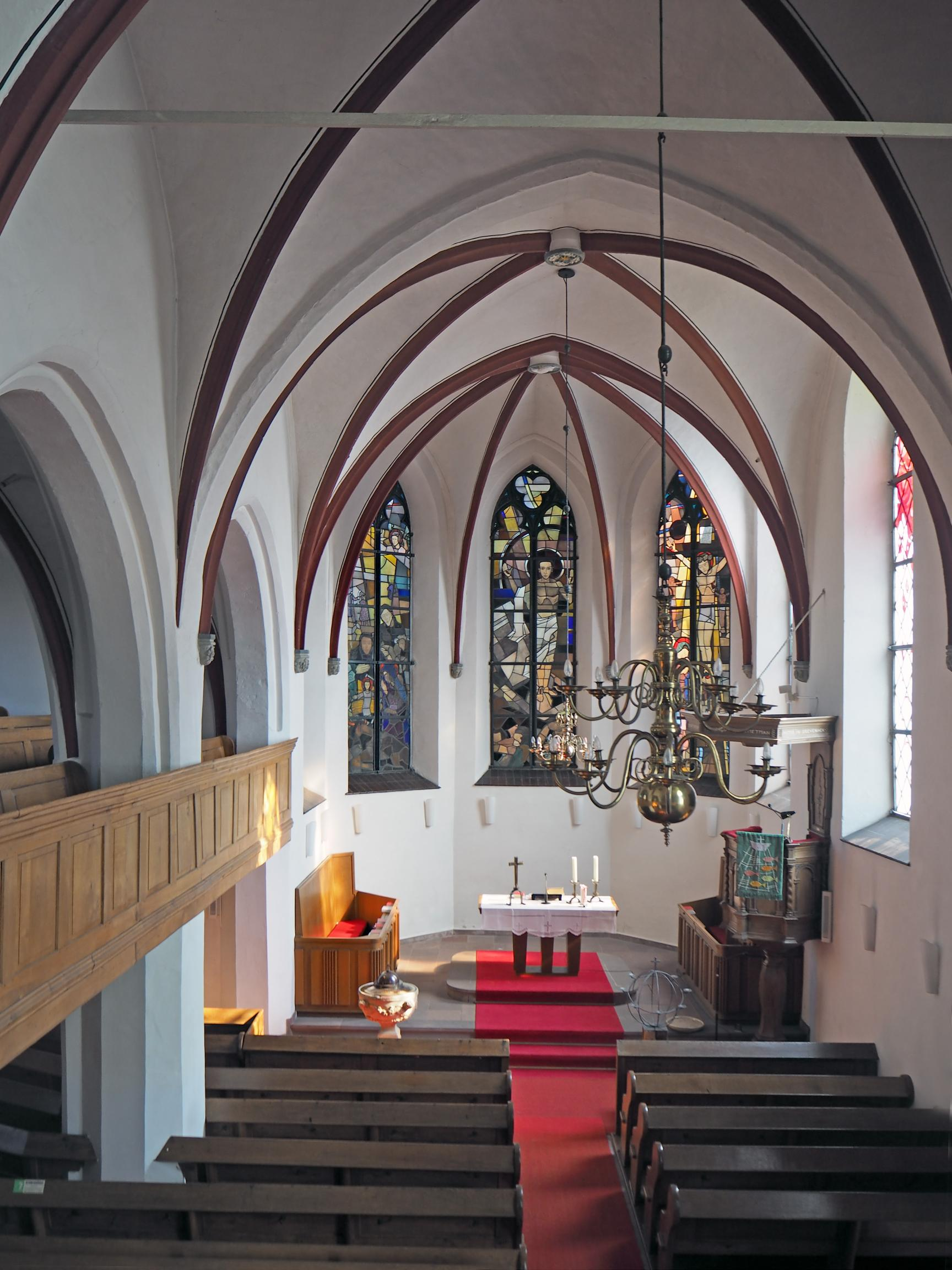
Восточная алтарная часть церкви
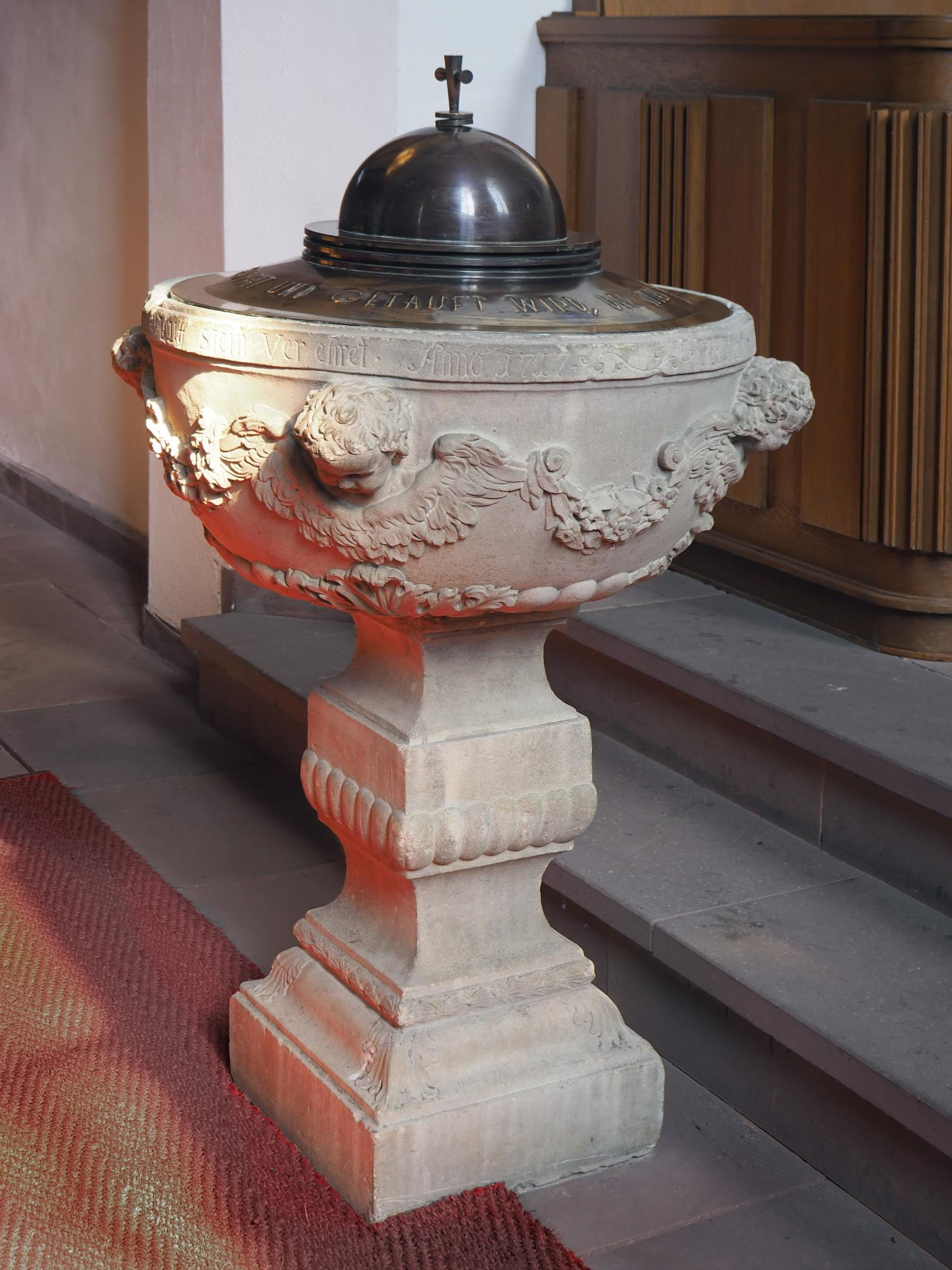
Крестильная купель
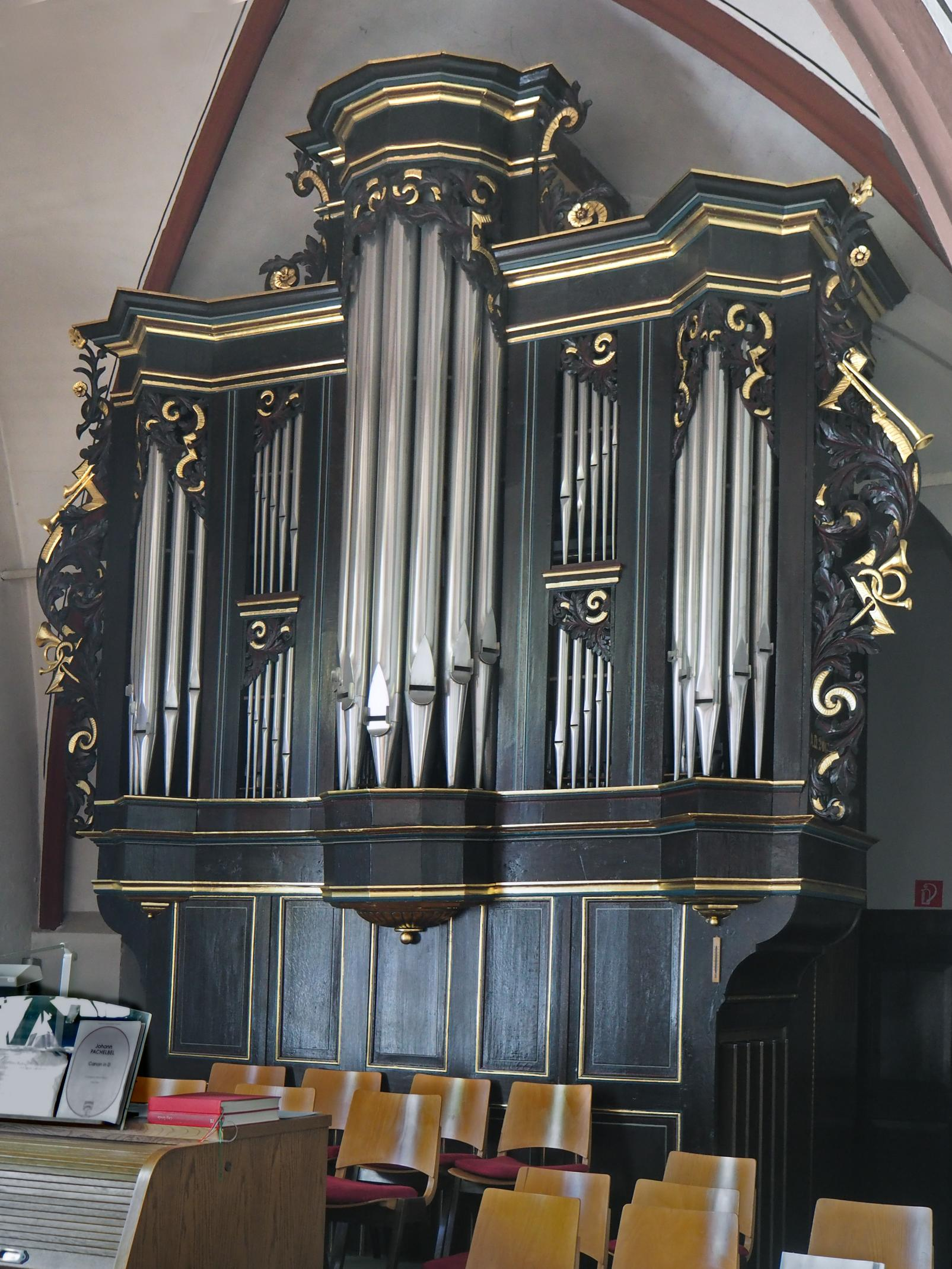
Орган XVIII века
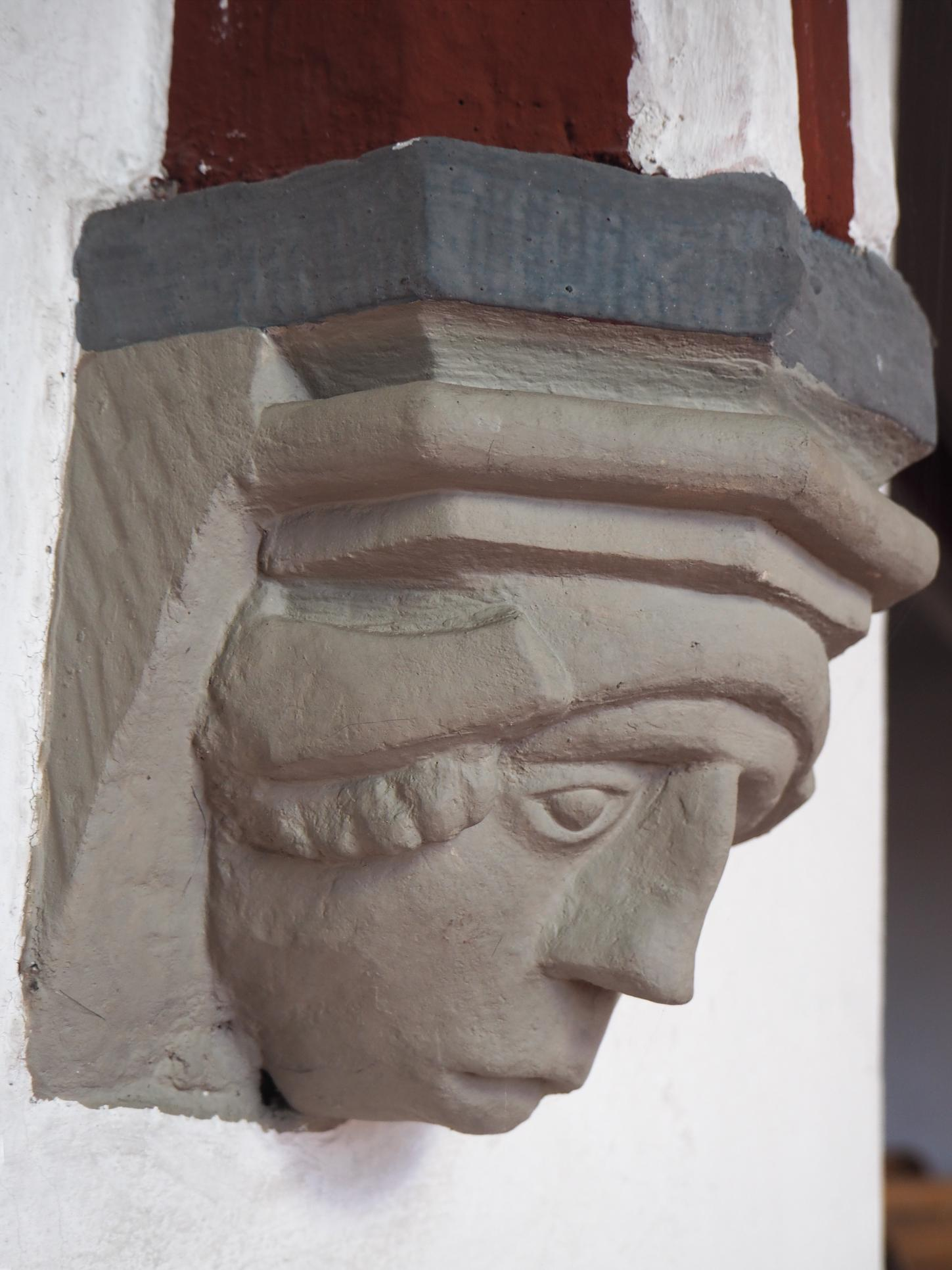
Консоль ребра свода